# Sympycnus antiquus
Sympycnus antiquus är en tvåvingeart som beskrevs av Octave Parent 1935. Sympycnus antiquus ingår i släktet Sympycnus och familjen styltflugor.
Artens utbredningsområde är Mauritius. Inga underarter finns listade i Catalogue of Life.